# Prestahnúkur
El volcán Prestahnúkur está situado en el oeste de las Tierras Altas de Islandia, al oeste de glaciar Geitlandsjökull, que a su vez se encuentra en la parte oeste del glaciar Langjökull.

## Toponimia
Prestahnúkur significa «pico de los sacerdotes». El origen del nombre fue una expedición de dos sacerdotes a las tierras altas en el siglo XVII. Exploraron todo el valle que existe tras la Þórisjökull, llamada Þórisdalur, una zona de mala reputación en las leyendas y cuentos populares, ya que se creía que era habitado por fantasmas y personas que vivían fuera de la ley. Realmente nada de esto era cierto pero ambos sacerdotes fueron considerados héroes cuando regresaron de la expedición.

## Geología
La parte central del volcán está compuesta de riolita y tiene una pequeña cámara magmática. A los pies existe una zona de alta temperatura que demuestra que el volcán está activo.
En 2009 algunos geólogos del Instituto Meteorológico de Islandia investigaron una serie de terremotos acaecidos en la zona. Estas investigaciones demostraron que las fisuras volcánicas se encuentran en dirección suroeste-noreste y discurren bajo los glaciares Þórisjökull y Geitlandsjökull - Langjökull. 

## Minería
La riolita de la montaña fue extraída y exportada durante algún tiempo al ser un material de construcción muy popular. Sin embargo, la mina permanece actualmente cerrada.